# Ituberá
Ituberá is een gemeente in de Braziliaanse deelstaat Bahia. De gemeente telt 24.169 inwoners (schatting 2009).